# Rossmore Forest Park
Rossmore Forest Park är en skog i republiken Irland.   Den ligger i grevskapet Monaghan och provinsen Ulster, i den norra delen av landet, 110 km norr om huvudstaden Dublin.